# Mästerdetektiven Blomkvist (film)
Mästerdetektiven Blomkvist är en svensk långfilm från 1947. Det är den första filmatiseringen av någon av Astrid Lindgrens berättelser.

## Handling
Det är sommarlov och Kalle, Eva-Lotta och Anders har bildat Vita rosen, i lekfull kamp med Röda rosen. En släkting till Eva-Lottas mamma, farbror Einar, kommer på besök och Kalle tycker genast att han beter sig underligt. Einar verkar ha gömt något i en stängd gruva utanför staden och till den lilla staden kommer två mystiska främlingar.

## Rollista (i urval)
- Olle Johansson –  Kalle Blomkvist, Vita rosen
- Sven-Axel Carlsson –  Anders Bengtsson, ledare för Vita rosen
- Ann-Marie Skoglund –  Eva-Lotta Lisander, Vita rosen
- Bernt Callenbo –  Sixten, ledare för Röda rosen
- Ulf Törneman-Stenhammar –  Benka, Röda rosen
- Roberto Günther –  Jonte, Röda rosen
- Björn Berglund –  pappa Blomkvist
- Anna-Stina Wåglund –  mamma Blomkvist
- Gösta Jonsson –  Eva-Lottas pappa, bagare
- Solveig Hedengran –  Eva-Lottas mamma
- Henrik Schildt –  morbror Einar
- Magnus Kesster –  Arthur
- Peter Lindgren –  Tjommen
- Carl Reinholdz –  Fredrik med foten
- Sigge Fürst –  konstapel Björk
- Birger Sahlberg –  polischef

## Produktion
Astrid Lindgrens ungdomsbok Mästerdetektiven Blomkvist publicerades 1946. På hösten samma år uppfördes den som en teaterpjäs och 1951–1952 sändes Kalle Blomkvists äventyr i radio. Filmen hade premiär på biograf Astoria i Stockholm den 20 december 1947.
Rollerna som Kalle och Eva-Lotta tillsattes genom en tävling i tidningen Vårt Hem på våren 1947. Olle Johansson blev så småningom teaterskådespelare medan Ann-Marie Skoglund bara gjorde två småroller förutom denna roll.
Exteriörerna spelades in i Sala. Namnet röda och vita rosen kommer från Rosornas krig i England på 1400-talet.

## Bearbetning
Boken blev även TV-film i Sovjetunionen, närmare bestämt Litauen, 1976, under namnet Prikljutjenija Kalle-systjika.